# Epidendrum curtisii
Epidendrum curtisii är en orkidéart som beskrevs av Alex Drum Hawkes. Epidendrum curtisii ingår i släktet Epidendrum och familjen orkidéer. Inga underarter finns listade i Catalogue of Life.